# Балка Тавлу
Балка Тавлу (інші назви - Тавла, Тавли, Тавлу Тарама, Таул) — балка (річка) в Україні у Волноваському районі Донецької області. Ліва притока річки Малого Кальчика (басейн Азовського моря).

## Опис
Довжина балки приблизно 8,27 км, найкоротша відстань між витоком і гирлом — 7,00  км, коефіцієнт звивистості річки — 1,18 . Формується декількома балками та загатами.

## Розташування
Бере початок на південно-західній стороні від села Прохорівки. Тече переважно на південний захід через село Анадоль і впадає у річку Малий Кальчик, ліву притоку річки Кальчика.

## Цікаві факти
- Біля витоку балки на північно-східній стороні на відстані приблизно 1,50 км пролягає автошлях Т 0512[4] (автомобільний шлях територіального значення у Донецькій області. Пролягає територією Волноваського та Кальміуського районів через Волноваху — Андріївку — Мирне — Бойківське. Загальна довжина — 50,7 км.).
- У XX столітті на балці ісанували водокачки, природні джерела, терикони, газова свердловина та вівце-тваринна ферма (ВТФ)[2].